# 익산소방서
익산소방서(益山消防署, Iksan Fire Station)는 전북특별자치도 익산시를 관할하는 전북특별자치도 소방본부 산하의 소방서이다.
소방서장은 소방정으로 보한다.

## 연혁
- 1948년 4월 18일: 이리소방서 개서
- 1991년 7월 25일: 김제소방서 분리
- 1995년 6월 3일: 익산소방서로 변경

## 조직
| - 소방행정과 - 소방행정계 - 예산장비계 | - 대응구조과 - 대응구조계 - 예방안전계 | - 현장기동단 - 지휘조사팀 |

## 관할센터 및 관할구역
익산소방서는 7개의 119안전센터와 1개의 구조대를 산하에 두고 있다.
| 명칭                 | 사진 | 주소                  | 관할구역                                                       | 지역대                                    |
| -------------------- | ---- | --------------------- | -------------------------------------------------------------- | ----------------------------------------- |
| 팔봉119안전센터      |      | 무왕로 1338           | 팔봉동, 어양동, 부송동, 용제동, 영등2동                        |                                           |
| 공단119안전센터      |      | 선화로 429            | 신흥동, 금강동, 영등1동                                        |                                           |
| 금마119안전센터      |      | 금마면 미륵사지로 130 | 금마면, 왕궁면, 여산면, 삼기면                                 |                                           |
| 함열119안전센터      |      | 함열읍 함열중앙로 54  | 함열읍, 함라면, 낭성면, 용동면, 망성면, 성당면, 용안면, 웅포면 | 망성119지역대 용동119지역대 함라119지역대 |
| 모현119안전센터      |      | 배산로 197            | 송학동, 모현동, 황등면, 오산면                                 | 황등119지역대                             |
| 신동119안전센터      |      | 인북로 397            | 중앙동, 남중동, 창인동, 신동                                   |                                           |
| 인화119안전센터      |      | 목천로 301            | 인화동, 평화동, 마동, 춘포면                                   |                                           |
| 익산소방서 119구조대 |      | 무왕로 1338           | 전북특별자치도 익산시 일원                                     |                                           |

## 사건사고
- 익산 충전소 가스 폭발 사고
- 2018년 4월 2일에 만취자를 이송하던 구급대원이 이송하던 만취자에게 폭행당해 2018년 5월 1일 순직하였다.[5]

## 같이 보기
- 대한민국 소방청
- 대한민국의 소방
- 소방관 계급